# Association biélorusse des journalistes
L'Association biélorusse des journalistes (en biélorusse : Беларуская асацыяцыя журналістаў, en russe : Белорусская ассоциация журналистов) est une organisation de défense de la liberté d'expression en Biélorussie.
Fondée en 1995, elle est affiliée à l'association mondiale des journaux et à Reporters sans frontières.
En 2003, l'association mondiale des journaux a décerné à Dublin sa Plume d'or de la liberté à Janna Litvina, présidente de l'Association biélorusse des journalistes.
En 2004, le Parlement européen attribue à l’association le prix Sakharov pour la liberté de l’esprit pour son action face à la « répression menée par le régime du président Aliaksandr Loukachenka contre les médias ».
La même année, 19 journaux ont été fermés, et un journaliste a été retrouvé mort.

## Présidents
- Janna Litvina – jusqu'au 25 avril 2015
- Andreï Bastunets – depuis le 25 avril 2015[3]